# Coryphium angusticolle
Coryphium angusticolle är en skalbaggsart som beskrevs av Stephens 1834. Coryphium angusticolle ingår i släktet Coryphium, och familjen kortvingar. Arten är reproducerande i Sverige.